# Nobuhiro Takeda (fodboldspiller, født 1965)
Nobuhiro Takeda (født 22. marts 1965) er en tidligere japansk fodboldspiller.
Han har spillet for flere forskellige klubber i sin karriere, herunder Cerezo Osaka.